# Tom Fielding
Thomas Christian Fielding (sinh ngày 18 tháng 9 năm 1999) là một cầu thủ bóng đá người Anh thi đấu cho Mansfield Town, ở vị trí tiền vệ.

## Sự nghiệp
Fielding bắt đầu sự nghiệp với Harborough Town trước khi gia nhập Leicester City in 2009. Anh có màn ra mắt chuyên nghiệp cho Mansfield Town mùa giải 2018–19.